# Вртанес I
Вртанес I — армянский католикос (333—341 годы). Старший сын святого Григора Просветителя, стал католикосом вслед за своим братом святым Аристакесом в 333 году. У него было двое сыновей: Григорис и Иусик I.
В годы его правления особенно усилилось политическое и религиозное давление на армян Персидской империи. Сопротивление Персии возглавил святой князь Ваче Мамиконян, которого благословил святой Вртанес. В битве князь погиб.
Святой Вртанес ревностно распространил христианскую веру в тех провинциях Армении, где в его годы ещё было сильно язычество, особенно в провинции Тарон. Он также считается основоположником идеи национальной Церкви.
Был убит язычниками во время литургии. Похоронен в селении Тил, там же где ранее были похоронены святой Григор и святой Аристакес.